# Закшево-Сломи
Закшево-Сломи (пол. Zakrzewo-Słomy) — село в Польщі, у гміні Нур Островського повіту Мазовецького воєводства.
Населення — 68 осіб (2011).
У 1975-1998 роках село належало до Ломжинського воєводства.

## Демографія
Демографічна структура станом на 31 березня 2011 року:
|          | Загалом | Допрацездатний вік | Працездатний вік | Постпрацездатний вік |
| -------- | ------- | ------------------ | ---------------- | -------------------- |
| Чоловіки | 32      | 5                  | 22               | 5                    |
| Жінки    | 36      | 8                  | 15               | 13                   |
| Разом    | 68      | 13                 | 37               | 18                   |